# Lady Saw
Marion Hall, connue sous le nom de scène Lady Saw (née le 12 juillet 1969, dans la paroisse de Saint Mary en Jamaïque) est une chanteuse de reggae dancehall.

## Biographie
Lady Saw signe son premier album (Lover Girl) chez VP Records en 1994 et continue depuis des sorties sous le même label, bien qu'elle ait créé récemment sa propre maison de disques : Hall Productions.
Elle se démarque par son côté provocateur et des paroles crues qui lui permirent de s'imposer dans le milieu du dancehall presque exclusivement masculin. C'est, d'après l'artiste, une manière à elle de lutter contre le sexisme et le machisme qu'elle juge omniprésent dans l'industrie du reggae, mais aussi en Jamaïque. Surnommée « la reine du dancehall », Lady Saw a ouvert la voie à des chanteuses comme Ce’cile.
En 2007, Lady Saw apparaît aux côtés de Gregory Isaacs, Third World, Bunny Wailer, Capleton, ou encore Bounty Killer et Elephant Man dans Made in Jamaica, un documentaire musical du réalisateur français Jérôme Laperrousaz, traitant de la musique et de la société jamaïcaine des années 1960 à nos jours, et mettant en parallèle le roots reggae et le reggae dancehall.
En novembre 2012, elle se convertit au christianisme et annonce qu'elle arrête le dancehall pour se consacrer au Gospel. A cette occasion, elle modifie son nom d'artiste en incluant sa véritable identité, et devient Minister Marion Hall pour chanter ses louanges.

## Discographie
1. When God Speaks (2016) sous le nom de Minister Marion Hall
2. His Grace (2018) sous le nom de Minister Marion Hall
3. Alter Ego (2014)
4. My way (2010)
5. Walk out (2007)
6. Srip tease (2004)
7. Raw : The best of Lady Saw (1999)
8. 99 Ways (1998)
9. The collection Lady Saw (1998)
10. Passion (1997)
11. Give me the reason 1996)
12. Lover girl (1994)

## Filmographie
- 2007 : Made in Jamaica de Jérôme Laperrousaz, production : Pascal Hérold
- 2014 : Caihong City de Florina Titz